# یورگ روتلیسبرگر
یورگ روتلیسبرگر (انگلیسی: Jürg Röthlisberger؛ زادهٔ ۲ فوریهٔ ۱۹۵۵) جودوکار اهل سوئیس بود.